# Thomas Brasey
Thomas Brasey, né en 1980, est un photographe vaudois.

## Biographie
Thomas Brasey obtient en 2005 un doctorat en chimie organométallique de l'École polytechnique fédérale de Lausanne pour ensuite se réorienter avec un Bachelor en communication visuelle de l'École cantonale d'art de Lausanne en 2011,. À partir de cette année[Laquelle ?], il travaille en tant que photographe indépendant et expose régulièrement son travail en Suisse et à l'étranger. Ses sujets d'intérêt sont notamment la relation entre les époques et l’évocation d’évènements passés par leur résonance dans le présent. 
Parmi ses publications, on retrouve Un territoire, une rivière : ni hommes, ni bêtes, publié par BSN Press en 2016 et Boaventura,, publié par Kehrer Verlag en 2017. 
Thomas Brasey vit et travaille à Lausanne, où il partage un atelier avec le photographe Mathieu Gafsou.

## Œuvres
- 2010 : On Tour (inFolio)
- 2011 : Ouaga 2000
- 2011 : Manchas
- 2012 : À Crans
- 2012 : Capitalizer
- 2012 : Libre
- 2014 : Un territoire, une rivière : ni hommes, ni bêtes (BNS Press)
- 2017 : Boaventura (Kehrer Verlag)
- 2020 : Entre deux
- 2020 : Blind date

## Distinctions
- 2015 : Enquête photographique fribourgeoise[7],[4],[5]
- 2020 : Enquête photographique valaisanne
- 2021 : Enquête photographique vaudoise[3]